# سیارک ۱۵۲

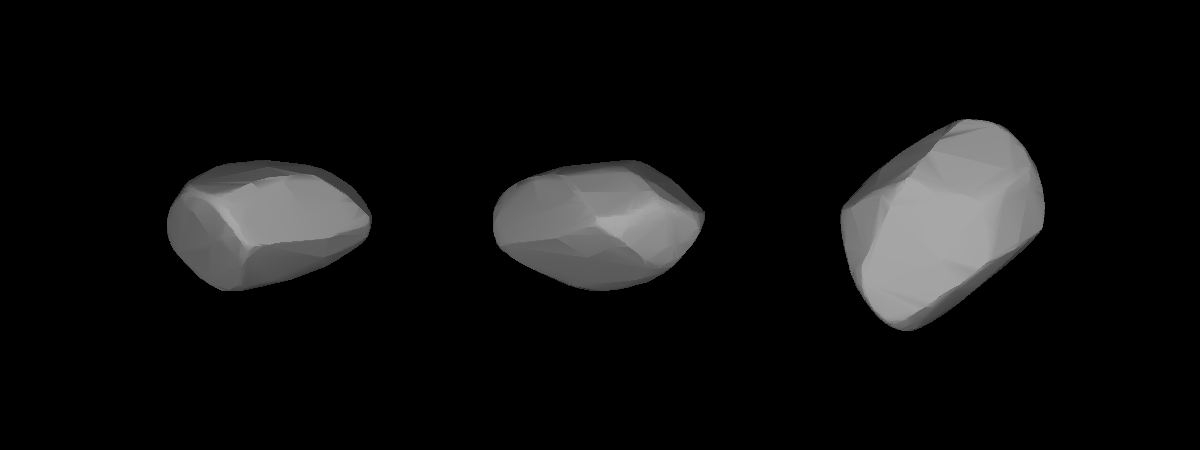
مدل سه‌بُعدی سیارک ۱۵۲ بر طبق منحنی نور آن

سیارک ۱۵۲ (به انگلیسی: 152 Atala) صد و پنجاه و دومین سیارک کشف شده‌است که در ۲ نوامبر ۱۸۷۵ و در پاریس کشف شد.
قدر مطلق سیارک برابر ۸٫۳۳ است.